# Fynbos y renosterveld de tierras bajas
El fynbos y renosterveld de tierras bajas es una ecorregión de la ecozona afrotropical, definida por WWF, situada en el extremo suroeste de Sudáfrica.
El fynbos ha sido incluido en la lista de conservación Global 200.

## Descripción
Es una ecorregión de bosque mediterráneo que ocupa 32.600 kilómetros cuadrados en las llanuras costeras y valles interiores del Reino florístico del Cabo, principalmente en la Provincia Occidental del Cabo, con una pequeña área en la Provincia Oriental del Cabo.
Limita, de oeste a este, con el Karoo suculento, el fynbos y renosterveld de montaña, la selva montana de Knysna y los montes Amatole y el matorral de Albany.

## Flora
La vegetación mediterránea característica de la zona está formada por un matorral fino esclerófilo denominado fynbos y por sabanas de clima mediterráneo llamadas renosterveld.

## Estado de conservación
En peligro crítico.

## Protección
Las áreas protegidas más extensas son la Reserva Natural De Hoop (400 km) y el Parque Nacional de la Costa Oeste (260 km).